# دوغلاس كارسويل
جون دوغلاس ويلسون كارسويل (بالإنجليزية: John Douglas Wilson Carswell)‏ هو سياسي بريطاني وعضو سابق في البرلمان البريطاني، ولد في يوم 3 مايو 1971 في لندن، بدأ كعضو في حزب المحافظين في سنة 2005 وثم إنضم إلى حزب الاستقلال في سنة 2014 وثم عاد لحزب المحافظين، في سنة 2017 تورط في فضيحة شراء أصوات مما أبعده عن الانتخابات.